# Wiveka Warenfalk
Barbro Ida Wiveka Warenfalk, född 22 mars 1942 i Bromma, är en svensk skådespelare och regissör. 

## Biografi
Warenfalk studerade vid Statens scenskola i Göteborg och är främst verksam där. Hon har även varit verksam som regissör på Borås stadsteater.

## Filmografi i urval
- 1969 – Friställd (TV-serie)
- 1972 – Sandlådan
- 1974 – Förr visste jag precis (TV-serie)
- 1976 – Det löser sig
- 1978 – Den sjunde frågan
- 1979 – Hela långa dagen
- 1981 – Hundarnas morgon
- 1981 – Kallocain (TV-serie)
- 1982 – Flickan som inte kunde säga nej
- 1982 – Flygande service (TV-serie)
- 1983 – Indiankojan (TV-serie)
- 1983 – Utflykten
- 1984 – Tryggare kan ingen vara ... (TV-serie)
- 1990–2006 – Hem till byn (TV-serie)

## Teater

### Roller
| År   | Roll | Produktion                      | Regi                 | Teater       |
| ---- | ---- | ------------------------------- | -------------------- | ------------ |
| 1964 |      | Den stora effekten Robert Dhery | Stig Ossian Eriksson | Idéonteatern |

### Regi
| År   | Produktion          | Upphovsmän                                           | Teater                   |
| ---- | ------------------- | ---------------------------------------------------- | ------------------------ |
| 2002 | Medea Μήδεια Mēdeia | Euripides Översättning Agneta Pleijel och Jan Stolpe | Helsingborgs stadsteater |
| 2003 | LisaLouise          | Majgull Axelsson                                     | Helsingborgs stadsteater |